# Co chytneš v žitě
Co chytneš v žitě je český hraný film z roku 1998, který režíroval Roman Vávra. Film se skládá ze tří povídek, které se odehrávají na poli. Snímek měl premiéru 22. října 1998.

## Děj
Osina
Mladík David hledá kruhy v obilí a s dívkou Katkou proto vyráží jednoho letního dne do polí. Katka spíš myslí na to, kde se v horku vykoupat.
Stoh
Čtyři kluci mají ve stohu tajnou skrýš, v které objeví neznámou dívku. Ta jim za jídlo dává lekce v líbání. 
Cesta
Postarší novomanželé se po svatbě vydávají přes podzimní pole na cestu domů, ale uvíznou v blátě.

## Obsazení
| Andrea Elsnerová    | Katka (povídka "Osina")         |
| Ladislav Frej ml.   | David (povídka "Osina")         |
| Jaroslav Maštalíř   | hlídač (povídka "Osina")        |
| Stanislav Zindulka  | hlídač (povídka "Osina") (hlas) |
| Roman Vávra         | chlapec (povídka "Osina")       |
| Veronika Matoušková | dívka (povídka "Osina")         |
| Daniel Oliva        | David (povídka "Stoh")          |
| Michael Šplechta    | Icik (povídka "Stoh")           |
| Václav Jakoubek     | Ramboš (povídka "Stoh")         |
| Adam Chajkin        | Kuliš (povídka "Stoh")          |
| Klára Issová        | dívka (povídka "Stoh")          |
| Petra Černá         | Evička (povídka "Stoh")         |
| Iva Hüttnerová      | Vohryzková (povídka "Stoh")     |
| Jitka Sedláčková    | matka (povídka "Stoh")          |
| Jaromír Dulava      | otec (povídka "Stoh")           |
| Bořivoj Navrátil    | ředitel školy (povídka "Stoh")  |
| Iva Janžurová       | nevěsta (povídka "Cesta")       |
| Karel Brožek        | ženich (povídka "Cesta")        |
| Jana Vychodilová    | Adélka (povídka "Cesta")        |
| Ivan Gübel          | řidič (povídka "Cesta")         |
| Václav Koubek       | harmonikář (povídka "Cesta")    |
| Ivan Koubek         | svatebčan (povídka "Cesta")     |
| Antonín Novotný     | svatebčan (povídka "Cesta")     |
| Petr Dostál         | svatebčan (povídka "Cesta")     |
| Vladimír Tausinger  | oddávající (povídka "Cesta")    |
| Jitka Mráčková      | sekretářka (povídka "Cesta")    |
| Dana Poláková       | maminka (povídka "Cesta")       |
| Alžběta Poláková    | holčička (povídka "Cesta")      |
| Miloslav Král       | hospodský (povídka "Cesta")     |

## Ocenění
- Český lev: Nejlepší hlavní ženský herecký výkon (Iva Janžurová)